# Apamea centralis
Apamea centralis är en fjärilsart som beskrevs av Smith 1890. Apamea centralis ingår i släktet Apamea och familjen nattflyn. Inga underarter finns listade i Catalogue of Life.